# Бичок прозорий
Бичок прозорий, або бланкет (Aphia minuta) — вид риб з родини бичкових (Gobiidae). Відноситься монотипового роду Aphia.

## Характеристика
Невеликих розмірів бичок, максимальною довжиною до 7,9 см. Тіло риби прозоре із рожевим відтінком. На боках і хвостовому стеблі циклоїдна луска легко спадає. Вздовж основ непарних плавців і на голові присутні хроматофори. Спинні плавці несуть 4-6 шипів (колючих променів) і 113 м'яких променів. Анальний плавець несе 1 колючий промінь і 11-15 — м'яких. Самці мають довші спинні та анальні плавці, ніж самиці. Хребців 26-28. Зуби на нижній щелепі розташовані в один ряд.

## Ареал

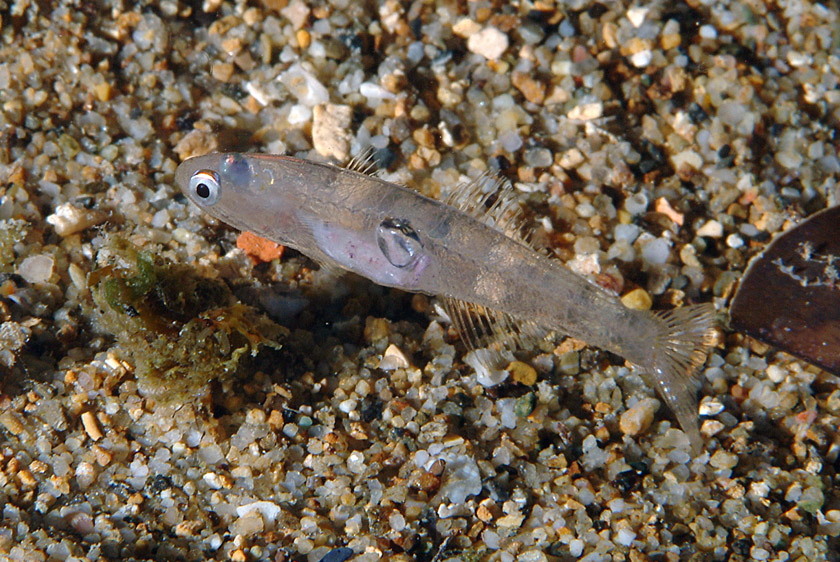
Бичок прозорий з Тоскани, Італія

Поширений в Атлантичному океані від Тронгейму (Норвегія) на півночі до Марокко на півдні. Відзначений у Біскайській затоці, західній частині Балтійського моря, а також у Середземному, Чорному морях. Відомі окремі знахідки у південній частині Азовського моря.

## Біологія виду
Пелагічний океанодромний субтропічний вид риб. Зустрічається у морських і солонуватих водах. Віддає перевагу прибережним мілинам (до 97 м глибиною, зазвичай 5-80 м), гирлам річок, де зустрічається на піщаному або мулистому дні, серед водної рослинності.
Живиться зоопланктоном, переважно копеподами, личинками вусоногих, мізидами. Нерестує літом, як субстрат для нересту використовує порожні мушлі. Однорічний вид, дорослі риби гинуть після нересту.

## Господарське значення
Не зважаючи на дрібні розміри, у західному Середземномор'ї є об'єктом місцевого рибальства.